# 極魂ROCK CAFE
『極魂ROCK CAFE』（ごくたまロックカフェ）は、アンティック-珈琲店-3枚目のフルアルバム。2008年4月9日発売。発売元はRed Cafe。

## 解説
- シングル「覚醒ヒロイズム 〜THE HERO WITHOUT A "NAME"〜」、「流星ロケット」、「Cherry咲く勇気!!」を含む。

## 収録曲

### CD
1. 流星ロケット
2. S☆B☆Y
3. Cherry咲く勇気!!
4. NYAPPY in the world 3
5. ベイビーキング
6. デイブレイク
7. ピアス
8. 孤立ホスピタル
9. 覚醒ヒロイズム 〜THE HERO WITHOUT A "NAME"〜
10. 愛情サイクリング
11. オレンジドリーム

### DVD
1. 覚醒ヒロイズム
2. 流星ロケット
3. Cherry咲く勇気!!
4. 野外でニャッピーやねん チャリンコまんドキュメンタリー